# Azapropazone
L'azapropazone  è un farmaco antinfiammatorio non steroideo (FANS) dotato di proprietà analgesiche e antipiretiche. La molecola possiede una debole azione di inibizione della cicloossigenasi, ma dimostra una spiccata attività uricosurica, pertanto in passato venne ampiamente utilizzata per il trattamento della gotta acuta. L'azapropazone è stato anche utilizzato per il trattamento dell'artrite reumatoide, della spondilite anchilosante e dell'osteoartrite.

## Farmacocinetica
Dopo somministrazione per via orale viene rapidamente assorbito dal tratto gastrointestinale. La concentrazione plasmatica di picco (Cmax) viene raggiunta tra le 3 e le 6 ore dopo la somministrazione. Il legame della molecola con le proteine plasmatiche è alto e variabile tra il 99,5 e il 99,7%. La biodisponibilità di azapropazone a seguito di somministrazione orale (capsule) è superiore all'80%. 
L'emivita plasmatica si aggira intorno alle 16-20 ore.
La molecola viene escreta per il 65% circa per via renale, in forma immodificata.

## Usi clinici
Azapropazone è stato a lungo utilizzato nella pratica clinica per alleviare il dolore di intensità lieve-moderata correlato ad alcune malattie reumatiche, in particolare all'artrite reumatoide, a osteoartrosi e osteoartriti, alla spondilite anchilosante ad altre e diverse malattie reumatiche e alla gotta. È stato anche utilizzato per il trattamento del dolore post intervento chirurgico e in traumatologia.

## Effetti collaterali e indesiderati
Azapropazone può determinare diversi effetti avversi, alcuni dei quali possono a loro volta esporre il paziente a rischio di morte, tra questi in particolare gravi forme di epatite, la fibrosi polmonare, l'eritema multiforme e marcata agranulocitosi.
Altri effetti potenzialmente pericolosi per la vita determinati dal farmaco includono una marcata emolisi autoimmune, insufficienza renale non-oligurica, anemia emolitica Coombs positiva, nefrite acuta. La comparsa di questi effetti intestinale comportava irrimediabilmente l'interruzione della terapia con azapropazone.

## Controindicazioni
Come altri farmaci antinfiammatori azapropazone non doveva essere somministrato a pazienti affetti da ulcera peptica, da infiammazioni croniche del tratto gastrointestinale, o con anamnesi di ipersensibilità nei confronti di altri FANS.

## Interazioni
- Clozapina: la co-somministrazione con azapropazone comporta un aumentato rischio di agranulocitosi e altre discrasie ematiche.
- Metotrexato: azapropazone comporta una ridotta escrezione renale di metotrexato, pertanto la contemporanea somministrazione dei due farmaci può determinare una aumentata tossicità dell'antagonista dell'acido folico.
- Fenitoina: gli effetti dell'antiepilettico sono aumentati dalla contemporanea somministrazione con il FANS.
- Tolbutamide: gli effetti della sulfanilurea sono incrementati dalla co-somministrazione di azapropazone.
- Warfarin: l'assunzione contemporanea con azapropazone dovrebbe essere evitata in quanto gli effetti dell'anticoagulante ne risultano fortemente potenziati.[20][21][22]